# Эомер (король)
Эомер (др.-англ. Ēomǣr, также Eomær) — последний король англов, правивший к концу III и началу IV века. Сын Ангельтеова и отец Икела из Мерсии, одного из военачальников-завоевателей во время англосаксонского вторжения в Британию. Эомер и Оффа — единственные германские вожди, которых можно считать частью истории английских династий. В поэме «Беовульф» Эомер упоминается в строке 1960 и идентифицируется как родственник «Хемминга, племянника Гармунда, обученного войне». Профессор Н. Е. Элиасон предположил возможные союзы между геатами и англами, основываясь на семейных связях Эомера, чья мать Хигд была геатом, и что Эомер на самом деле был сыном Оффы из Ангелна, но этот аргумент не был принят некоторыми историками. Согласно англо-саксонской хронике («Версия E»), Эомер был послан Квичельмом из Уэссекса убить Эдвино из Дейры, но ему удалось только ранить его.

## Рекомендации
1. ↑  Beowulf, Manchester University Press, Intro p. xxiii.
2. ↑  Andreas Haarder, T A Shippey (ed.), Beowulf: The Critical Heritage, Routledge, 2005, ISBN 1134970943 p. 31.
3. ↑  Beowulf, líneas 1958-1963.
4. ↑  Richard North, Joe Allard (ed.), Beowulf & Other Stories: A New Introduction to Old English, Old Icelandic, and Anglo-Norman Literatures, Pearson Education, 2007, ISBN 1405835729 p. 105.
5. ↑  Margaret E. Goldsmith (2014), The Mode and Meaning of 'Beowulf', A&C Black, ISBN 1472511948 p. 253.
6. ↑  Dorthy Whitelock (ed.), English Historical Documents, 500-1042, Psychology Press, 1995, ISBN 0415143667 p. 166.